# 12101 Трухільйо
12101 Трухільйо (12101 Trujillo) — астероїд головного поясу, відкритий 1 травня 1998 року.
Назву отримав на честь американського астронома, Чедвіка Трухільйо.
Тіссеранів параметр щодо Юпітера — 3,227.